# Echidnopsis malum
Echidnopsis malum är en oleanderväxtart som först beskrevs av John Jacob Lavranos, och fick sitt nu gällande namn av P.V. Bruyns. Echidnopsis malum ingår i släktet Echidnopsis och familjen oleanderväxter. Inga underarter finns listade i Catalogue of Life.